# Super Survivor
『Super Survivor』（スーパー・サバイバー）は、テレビゲーム『ドラゴンボールZ スパーキング!メテオ』と『ドラゴンボールZ バーストリミット』の主題歌を収録したミニアルバム。2008年7月23日にLantisから発売された。

## 概要
- ジャケットにはスーパーサイヤ人の孫悟空がプリントされている。
- プレイステーション2・Wii用のゲームソフト『ドラゴンボールZ スパーキング!メテオ』とプレイステーション3・Xbox 360用ゲームソフト『ドラゴンボールZ バーストリミット』の主題歌を収録している。
- ボーカルは全曲、影山ヒロノブが担当している。

## 収録曲
1. Super Survivor [4:13]
歌：影山ヒロノブ
作詞：森由里子、作曲Kenz・cAnON　編曲Kenz
2. 奇跡の炎よ 燃え上がれ!! [4:12]
歌：影山ヒロノブ
作詞：森由里子、作曲Kenz・cAnON　編曲Kenz
3. 孤独の果ての Love&Peace [5:08]
歌：影山ヒロノブ
作詞：村石有香、作曲・編曲：Kenz
4. 銀河の星屑 [4:51]
歌：影山ヒロノブ
作詞：Ikuko、作曲：影山ヒロノブ、編曲：Kenz
5. Finish'em Off[1] [4:13]
歌：影山ヒロノブ
作詞：cAnON、作曲Kenz・cAnON　編曲Kenz
6. Fight it Out[2] [4:12]
歌：影山ヒロノブ
作詞：cAnON、作曲Kenz・cAnON　編曲Kenz
7. Super Survivor（instrumental）
8. 奇跡の炎よ 燃え上がれ!!（instrumental）

## 解説
| 曲名                    | 詳細                                                                            |
| ----------------------- | ------------------------------------------------------------------------------- |
| Super Survivor          | プレイステーション2・Wii用ゲーム『ドラゴンボールZ スパーキング!メテオ』主題歌   |
| 奇跡の炎よ 燃え上がれ!! | プレイステーション3・Xbox 360用ゲーム『ドラゴンボールZ バーストリミット』主題歌 |